# Bundesautobahn 210
Die Bundesautobahn 210 (Abkürzung: BAB 210) – Kurzform: Autobahn 210 (Abkürzung: A 210) – ist eine 25 Kilometer lange Autobahn im Norden Deutschlands. Sie verbindet Rendsburg mit der schleswig-holsteinischen Landeshauptstadt Kiel.

## Geschichte
Die Strecke wurde in den Jahren 1987 bis 1989 für den Verkehr eröffnet und ersetzt in diesem Abschnitt die Bundesstraße 202.
Ursprünglich war geplant, die A 210 durch die Kieler Stadtteile Mettenhof und Suchsdorf und die Gemeinde Kronshagen zu führen, um sie in Kiel-Wik an die autobahnähnliche B 76 anzubinden, anstatt sie am Kreuz Kiel-West mit der A 215 zu vereinen. Der so genannte Mettenhofzubringer ist das einzige verwirklichte Stück dieser Autobahn, die aufgrund von Protesten nicht weitergebaut wurde.

## Ausbauzustand
Die A 210 ist durchgängig vierstreifig ausgebaut. Sie besitzt auf ihrer gesamten Länge keine Standstreifen, sondern nur alle 500 Meter eine nicht befestigte Nothaltebucht. Daher gilt auf der gesamten Strecke eine Geschwindigkeitsbegrenzung auf 120 km/h.
Das Autobahnkreuz Kiel-West wurde als eine Variation des Kleeblatts mit einer halbdirekten Rampe angelegt. Dies ist auf die Baugeschichte zurückzuführen, die A 215 (Ost-Süd-Relation) wurde bereits Anfang der 1970er Jahre errichtet.

## Detaillierte Ausfahrtliste
| Kreis/Stadt                 | # | Ausfahrt                | km          | Ausgeschilderte Ziele                                           | Bemerkungen                                  |
| --------------------------- | - | ----------------------- | ----------- | --------------------------------------------------------------- | -------------------------------------------- |
| Kreis Rendsburg-Eckernförde | 1 | –                       | 0,0         | - St. Peter Ording - Rendsburg - Heide - Itzehoe                | Übergang aus                                 |
| Kreis Rendsburg-Eckernförde | 2 | Schacht-Audorf          | 0,5         | - Schacht-Audorf - Schülldorf - Osterrönfeld - Osterrönfeld-Ost |                                              |
| Kreis Rendsburg-Eckernförde | 3 | Autobahnkreuz Rendsburg | 3,7         | - Flensburg - Rendsburg/Büdelsdorf - Hamburg - Warder           |                                              |
| Kreis Rendsburg-Eckernförde | 4 | Bredenbek               | 10,4        | - Bredenbek - Bovenau                                           |                                              |
| Kreis Rendsburg-Eckernförde | 5 | Achterwehr              | 16,7        | - Achterwehr - Westensee - Felde                                |                                              |
| Kreis Rendsburg-Eckernförde | 6 | Melsdorf                | 22,6        | - Melsdorf - Kiel-Russee                                        |                                              |
| Kiel                        | 7 | Autobahnkreuz Kiel-West | 23,5 – 24,7 | - Kiel-Mitte - Hamburg - Blumenthal                             | Hauptfahrbahn geht in die Richtung Kiel über |
| Kiel                        | 7 | Autobahnkreuz Kiel-West | 23,5 – 24,7 | - Kiel-Mettenhof                                                | Hauptfahrbahn geht in die Richtung Kiel über |